# Luriecq
Luriecq é uma comuna francesa na região administrativa de Auvérnia-Ródano-Alpes, no departamento de Loire. Estende-se por uma área de 20,28 km². Em 2010 a comuna tinha 1 329 habitantes (densidade: 65,5 hab./km²).